# Refuge du lac Tegern
Le refuge du lac Tegern (Tegernseer Hütte en allemand) est un refuge dans les Préalpes bavaroises au sommet du Buchstein (de), à 1 650 mètres d'altitude. C'est le point de départ de nombreuses randonnées et une base pour l'escalade.

## Histoire
À l'automne 1903, un refuge est construit avec un petit salon et une chambre avec 8 lits. Il ouvre le 14 août 1904. Huit ans plus tard, un refuge plus grand est reconstruit avec une salle de séjour et une cuisine plus deux chambres et un traitement de l'eau.
Malgré les difficultés financières et structurelles, un sous-sol est aménagé en 1934 et d'autres chambres dans ce sous-sol et sous le toit. L'alimentation de la cabane a été facilitée en 1951 par l'achat d'une groupe électrique, et en 1958 par la construction d'un téléphérique.
Le 10 mai 1965, le refuge est complètement détruit par la foudre et doit être reconstruit. Dans les années 1980 et 1990, un système solaire (photovoltaïque) est installé pour produire de l'électricité, un système de filtre de l'eau, un téléphone cellulaire et un système téléphonique plus tard. La construction s'achève par une terrasse à l'ouest.

## Accès et visite
Le refuge du lac Tegern est accessible depuis un parking à 850 m d'altitude entre Kreuth et le col d'Achen (de).
À côté du refuge, se trouvent les sommets du Roßstein (1 698 m) et Buchstein (1 701 m) et près de 90 voies d'escalade classées UUIA entre 3 et 9+.